# Alternatív halmazelmélet
Alternatív halmazelméleteknek nevezzük a halmazelmélet standard Zermelo-Fraenkel-féle felépítésétől (ZF, ZFC) jelentős mértékben eltérő halmazelméleti axiómarendszereket. Néha ide sorolják a Neumann–Bernays–Gödel-halmazelméletet (NBG) is, bár ez a Zermelo-Fraenkel-halmazelmélet konzervatív kiterjesztése. Szintén nem minősülnek alternatív halmazelméletnek a ZF nevezetes töredékei; például a Zermelo-halmazelmélet (Z). Az alternatív halmazelméletek általában a ZF-éhez közeli elsőrendű nyelvet használnak. Rendszerint megtalálható bennük az extenzionalitási axióma (olykor kisebb módosítással), és többnyire a komprehenzió (részhalmaz-axióma) valamely változata is.

## Példák alternatív halmazelméletekre
- New Foundations (NF, NFU – W. V. O. Quine halmazelmélete)
- W. Ackermann halmazelmélete: Ackermann-halmazelmélet
- nem-jólfundált halmazelméletek (például Peter Aczel-é)
- fuzzy halmazelméletek
- belső halmazelmélet
- pozitív halmazelméletek
- konstruktív halmazelméletek
- P. Vopěnka alternatív halmazelmélete
- R. Holmes zsebhalmazelmélete
- A. Kisielewicz kétepszilonos halmazelmélete (double extension set theory)